# Johann König

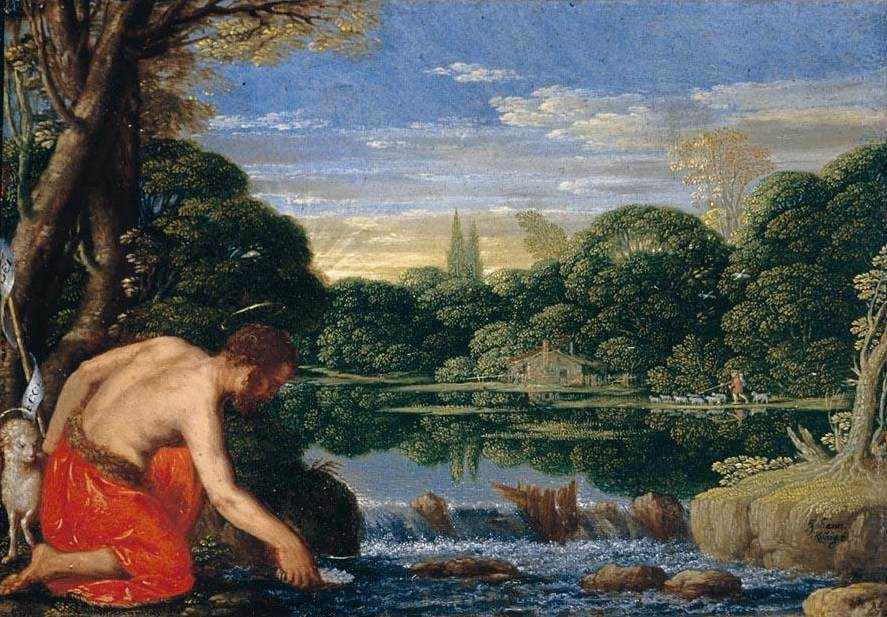
Paisaje con san Juan Bautista, óleo sobre cobre, 9 x 12 cm, colección privada.

Johann König fue un pintor alemán que nació y murió en Núremberg (1586-1642).

## Biografía
Su padre fue el orfebre Arnold König de Núremberg.
Se conoce poco de su vida, no obstante se sabe que estuvo en Roma en la primera mitad de la década de 1610. Además, de su obra se deduce que estudió con Hans Rottenhammer el Viejo (1564-1625), lo que sugiere que vivió un tiempo en Augsburgo o en Múnich antes de viajar a Italia.
También está documentada su visita a Venecia, donde realizó una copia en miniatura de las Bodas de Canaán del Veronés (1563; Museo del Louvre, París); actualmente se desconoce la localización de esta copia.
Se cree que fue pupilo de Adam Elsheimer (1578-1610) en Roma, y cuya influencia es relevante en la obra de König. Otros pintores que influyeron en el artista fueron Paul Bril (1553 o 1554-1626) y Carlo Saraceni (1579-1620).
En 1614 regresó a Augsburgo, donde se casó y llegó a ser maestro del gremio de pintores en 1622; poco después entraría en el Gran Consejo de la ciudad.
La guerra de los Treinta Años hizo que König regresara a Núremberg, donde continuó realizando sus obras.
Murió en esa ciudad en marzo de 1642.

## Obra
König realizó sobre todo sus pinturas de pequeño formato con temas históricos y mitológicos, que a menudo ocupaban una pequeña parte de un inmenso paisaje, como ocurre en La huida a Egipto (Museo Wallraf-Richartz, Colonia) o Montañas con la tentación de Cristo (Palacio de Weissenstein, Pommersfelden), que recuerdan las pinturas venecianas. König también pintó ilustraciones en pergamino como la Genealogía de Felipe II, duque de Pomerania-Stettin (regente entre 1606-1618). Como soporte para sus obras usó multitud de materiales como cobre, madera, mármol u otras rocas. 
Colaboró con Matthäus Gundelach y Johann Mathias Kager (1575-1634) en la decoración del edificio del Ayuntamiento de Augsburgo, construido por Elias Holl (1573-1646), para el cual König realizó un ciclo alegórico: Democracia, Aristocracia, Monarquía, (hoy en el Schaezlerpalais, Augsburgo), así como el Juicio Final presente en la sala de audiencias.

### Museos y otros edificios con obras expuestas
- Palacio Johannisburg, Aschaffenburg:
  - Paisaje con el camino a Emaús (óleo sobre cobre).

- Ayuntamiento de Augsburgo:
  - Juicio Final (1626).

- Schaezlerpalais, Augsburgo:
  - Democracia, Aristocracia, Monarquía.
  - Susana (óleo sobre pizarra).

- Museo Bode, Berlín:
  - Paisaje con Cristo, la samaritana y los discípulos (1620, óleo sobre cobre).
  - Paisaje con san Juan Bautista (óleo sobre cobre).

- Gemäldegalerie, Berlín:
  - Las ofrendas de paz de Noé (hacia 1620, óleo sobre cobre).
  - Paisaje con el sueño de Jacob (óleo sobre cobre).

- Museo de Artes Gráficas, Berlín:
  - Dejad que los niños se acerquen a mí (de la Genealogía de Felipe II).

- Museo Herzog Anton Ulrich, Brunswick:
  - El apóstol Pedro (1625, óleo sobre lienzo).

- Museo Wallraf-Richartz, Colonia:
  - La huida a Egipto (década de 1620, óleo sobre cobre).
  - La conversión de san Pablo (1622, óleo sobre cobre).
  - Minerva con las musas (1624, óleo sobre cobre).
  - Cantantes en una calle napolitana, dibujo.
  - Cristo y la samaritana (óleo sobre cobre).
  - Paisaje con el camino a Emaús (óleo sobre cobre).
  - Paisaje con la tentación de Cristo (óleo sobre cobre).

- Museo Regional, Darmstadt.

- Galería Nacional de Escocia, Edimburgo:
  - Ángeles guiando a Lot y su familia fuera de Sodoma.

- Museo de Arte Cristiano, Esztergom:
  - Descanso en la huida a Egipto.

- Museo Fitzwilliam, Cambridge:
  - Adán y Eva en el paraíso (1629) óleo sobre cóbre.

- Galería de Arte, Hamburgo:
  - Abraham reuniándose con los tres ángeles óleo sobre cobre.

- Galería de Arte Nacional, Karlsruhe.

- Museo Nacional Germano, Núremberg. 
  - Baño de Betsabé (1615-1620) óleo sobre cobre.
  - Estanque del bosque (1620-1625) óleo sobre cobre.
  - El juicio final (1642) acuarela.
  - Susana y los viejos óleo sobre cobre.
  - Genealogía ilustraciones sobre pergamino.

- Galería Nacional de Canadá, Ottawa:
  - Job tentado por Satanás (1615) óleo sobre cobre.
  - La reunión de David y Absalón (1615) óleo sobre cóbre.

- Museo Ashmolean, Oxford:
  - Baño de Betsabé.

- Museo del Louvre, París:
  - Virgen con el Niño óleo sobre madera de álamo.
  - Martirio de san Andrés (1633) dibujo.
  - Niño Jesús coronando a santa Úrsula dibujo.
  - San Cristóbal cruzando el río con el niño Jesús a su espalda dibujo.

- Museo de Historia del Arte, Viena:
  - Primavera o Jugando en el jardín óleo sobre cobre.
  - Verano o La cosecha del grano óleo sobre cobre.
  - Otoño o La vendimia óleo sobre cobre.
  - Invierno o Pelando remolachas e hilando el lino óleo sobre cobre.

- Colecciones privadas e ilocalizados:
  - Paisaje fluvial arbolado con san Juan Bautista (1610) óleo sobre cobre.
  - Extenso paisaje con el buen samaritano óleo sobre cobre.
  - La muerte de los hijos de Niobe óleo sobre lienzo.
  - Paisaje boscoso con la tentación de Cristo.